# 양현지
양현지(楊衒之, ?~?)는 중국 남북조 시대 탁발씨 북위의 한족 학자 관료이자 중고 한어로 대승불교 경전을 번역한 번역가이다. 그는 주로 당시 위나라의 수도였던 허난성 뤄양시의 사찰과 불교 수도원의 역사서의 저자로 기억되고 있다.

## 작품
양현지는 547년 낙양가람기(洛陽伽藍記)를 저술했다. 이 문헌은 서기 70년경 불교가 중국에 전래된 이야기를 전한다.
한나라 명제(서기 58~75년)가 백마사(백마의 사원)를 세운 것은 불교가 중국에 전래된 것을 의미한다. 사찰은 서양문에서 세 리(li) 떨어진 황제 행차길 남쪽에 위치했다. 황제는 머리와 목에서 해와 달의 후광이 빛나는 16척 높이의 황금 인간을 꿈꿨다. "황금 신"은 부처로 알려져 있었다. 황제는 신을 찾아 서역으로 사신을 보냈고, 그 결과 불경과 불상을 얻었다. 당시 경전이 백마 등에 실려 중국으로 들어왔기 때문에 백마를 사찰의 이름으로 채택했다.

양현지의 책에는 그가 520년경 뤄양에서 만난 선종의 창시자인 보디다르마라는 승려에 대한 최초의 기록도 담겨 있다. 그는 보디다르마를 중앙아시아 출신으로 150세라고 주장하며 불교 국가들을 광범위하게 여행했다고 묘사한다. 그는 또한 보디다르마가 뤄양 불교 사찰의 아름다움을 칭찬했으며, 고타마 붓다의 이름을 자주 염불했다고 기록했다.
가람의 스투파 꼭대기에 있는 황금 원반이 태양에 반사되어 구름 표면을 비추는 빛줄기를 보고, 스투파에 달린 보석 방울들이 바람에 흔들려 메아리가 하늘 저편으로 울려 퍼지는 것을 보고, 보디다르마는 찬가를 불렀다. 그는 외쳤다: "진정 이것은 영혼의 작품이다." 그는 말했다: "나는 150살이며, 수많은 나라를 거쳐 왔다. 내가 방문하지 않은 나라는 거의 없다. 그러나 인도에서조차 이 가람의 순수한 아름다움에 필적하는 것은 없다. 멀리 떨어진 부처의 영역에도 이것은 없다." 그는 날마다 공경을 표하며 합장했다.
...
효범사에는 문을 지키는 사나운 금강역사상이 있었다. 비둘기들은 문을 날아다니거나 그 위에 앉지 않았다. 보디다르마는 말했다: "그것이 진정한 특성을 포착하는군!"— 양현지, 뤄양 가람기, 제1장

『뤄양 가람기』는 또한 송운과 혜생이라는 불교 순례자들이 중세 인도를 여행하고 돌아온 기록을 보존하고 있는데, 그들의 저작은 현재 소실되었다.

### 판본
- Beal, Samuel, 편집. (1869), 〈The Mission of Hwui Seng and Sung Yun to Obtain Buddhist Books in the West (518 A.D.), Translated from the 5th Section of the History of the Temples of Lo-Yang (Honan Fu)〉, 《Travels of Fah-Hian and Sung-Yun, Buddhist Pilgrims, from China to India (400 A.D. and 518 A.D.)》, London: Trübner & Co., 175–208쪽.
- Beal, Samuel, 편집. (1884), 〈The Mission of Sung-Yun and Hwei Sǎng to Obtain Buddhist Books in the West (518 A.D.), Translated from the 5th Section of the History of the Temples of Lo-Yang (Honan Fu)〉, 《Si-Yu-Ki: Buddhist Records of the Western World by Hiuen Tsiang》, Trübner's Oriental Series I, London: Trübner & Co., lxxxiv–cviii쪽.
- Wang Yi-t'ung [Yitong, 王伊同], 편집. (1983), 《A Record of Buddhist Monasteries in Lo-Yang》, 프린스턴: Princeton University Press.
- 〈《洛陽伽藍記》〉, 《다이쇼 신수 대장경》 (중국어), 51, No. 2092, Beijing: Taisho Publishing Co., 1988, Nan Tien Institute에서도 호스팅됨.

## 인용
1. ↑  Theobald, Ulrich (2024), 〈Luoyang qielan ji 洛陽伽藍記〉, 《China Knowledge》
2. ↑  Beal (1884), lxxxiv쪽.

### 참고 문헌
- Humphreys, Christmas (2003), 《Zen—A Way of Life》, McGraw-Hill, ISBN 0-07-141981-0.
- Jenner, William John Francis (1981), 《Memories of Lo-yang: Yang Hsuan-chih and the Lost Capital (493–534)》, Oxford: Clarendon Press.